# Copa del Mundo de ciclismo en pista de 2004
La Copa del Mundo de ciclismo en pista de 2004 es la 12.ª edición de la Copa del Mundo de ciclismo en pista. Se celebra del Del 13 de febrero al 16 de mayo de 2004 con la disputa de cuatro pruebas.

## Pruebas
| Fecha                    | Lugar          |
| ------------------------ | -------------- |
| 13-16 de febrero de 2004 | Moscú          |
| 12-14 de marzo de 2004   | Aguascalientes |
| 9-11 de abril de 2004    | Mánchester     |
| 14-16 de mayo de 2004    | Sídney         |

## Resultados

### Masculinos
| Evento                  | Ganador                                                                | Segundo                                                             | Tercero                                                            |
| Moscú                   | Moscú                                                                  | Moscú                                                               | Moscú                                                              |
| ----------------------- | ---------------------------------------------------------------------- | ------------------------------------------------------------------- | ------------------------------------------------------------------ |
| Keirin                  | Jens Fiedler                                                           | Jobie Dajka                                                         | Pavel Buráň                                                        |
| Km. contrarreloj        | Theo Bos                                                               | Jason Queally                                                       | Carsten Bergemann                                                  |
| Velocidad               | Jens Fiedler                                                           | René Wolff                                                          | Theo Bos                                                           |
| Velocidad por equipos   | René Wolff Jens Fiedler Carsten Bergemann                              | Chris Hoy Craig McLean Jason Queally                                | José Antonio Escuredo Salvador Meliá José Antonio Villanueva       |
| Persecución             | Robert Bartko                                                          | Volodymyr Dyudya                                                    | Alekséi Márkov                                                     |
| Persecución por equipos | Raimondas Vilčinskas Aivaras Baranauskas Linas Balciunas Tomas Vaitkus | Roman Kononenko Volodymyr Dyudya Vitaliy Popkov Volodímir Zagorodni | Oleg Grishkin Aleksandr Jatuntsev Alekséi Márkov Aleksei Schmidt   |
| Puntuación              | Marco Arriagada                                                        | Milton Wynants                                                      | Juan Esteban Curuchet                                              |
| Scratch                 | Walter Pérez                                                           | Volodímir Ribin                                                     | Chris Newton                                                       |
| Madison                 | Juan Esteban Curuchet Walter Pérez                                     | Roland Garber Franz Stocher                                         | Oleg Grishkin Serguei Kudentsov                                    |
| Aguascalientes          |                                                                        |                                                                     |                                                                    |
| Keirin                  | Mickaël Bourgain                                                       | Jan van Eijden                                                      | José Antonio Villanueva                                            |
| Km. contrarreloj        | Stefan Nimke                                                           | Arnaud Tournant                                                     | Ben Kersten                                                        |
| Velocidad               | Mickaël Bourgain                                                       | Laurent Gané                                                        | Josiah Ng On Lam                                                   |
| Velocidad por equipos   | Mickaël Bourgain Laurent Gané Arnaud Tournant                          | Toshiaki Fushimi Masaki Inoue Tomohiro Nagatsuka                    | Stefan Nimke Michael Seidenbecher Jan van Eijden                   |
| Persecución             | Sergi Escobar                                                          | Fabien Sanchez                                                      | Vasil Kirienka                                                     |
| Persecución per equipos | Anthony Langella Fabien Merciris Franck Perque Fabien Sanchez          | Jason Allen Richard Bowker Timothy Gudsell Hayden Godfrey           | Carlos Castaño Sergi Escobar Guillermo Ferrer Asier Maeztu         |
| Puntuación              | Juan Esteban Curuchet                                                  | Franck Perque                                                       | Angelo Ciccone                                                     |
| Scratch                 | Colby Pearce                                                           | Gregory Henderson                                                   | Franco Marvulli                                                    |
| Madison                 | Volodímir Ribin Vasyl Yakovlev                                         | Alexander Aeschbach Franco Marvulli                                 | Roland Garber Franz Stocher                                        |
| Mánchester              |                                                                        |                                                                     |                                                                    |
| Keirin                  | Shane Kelly                                                            | Josiah Ng On Lam                                                    | Florian Rousseau                                                   |
| Km. contrarreloj        | Craig McLean                                                           | Theo Bos                                                            | Sören Lausberg                                                     |
| Velocidad               | Damian Zieliński                                                       | Florian Rousseau                                                    | Jan van Eijden                                                     |
| Velocidad por equipos   | Chris Hoy Craig MacLean Jamie Staff                                    | Jan Bos Theo Bos Teun Mulder                                        | Grégory Baugé Florian Rousseau François Pervis                     |
| Persecución             | Bradley McGee                                                          | Sergi Escobar                                                       | Paul Manning                                                       |
| Persecución por equipos | Bryan Steel Robert Hayles Paul Manning Chris Newton                    | Levi Heimans Jens Mouris Peter Schep Jeroen Straathof               | Ashley Hutchinson Brett Lancaster Bradley McGee Stephen Wooldridge |
| Puntuación              | Joan Llaneras                                                          | Kam-Po Wong                                                         | Colby Pearce                                                       |
| Scratch                 | Mark Renshaw                                                           | Franck Perque                                                       | Robert Hayles                                                      |
| Madison                 | Martin Bláha Petr Lazar                                                | Volodímir Ribin Vasyl Yakovlev                                      | Martin Liska Jozef Zabka                                           |
| Sídney                  |                                                                        |                                                                     |                                                                    |
| Keirin                  | Jobie Dajka                                                            | José Antonio Villanueva                                             | Anthony Peden                                                      |
| Km. contrarreloj        | Chris Hoy                                                              | Ahmed López                                                         | Masaki Inoue                                                       |
| Velocidad               | Craig MacLean                                                          | José Antonio Villanueva                                             | Takashi Kaneko                                                     |
| Velocidad por equipos   | Chris Hoy Craig MacLean Jamie Staff                                    | Rafal Furman Lukasz Kwiatkowski Damian Zieliński                    | Toshiaki Fushimi Yuichiro Kamiyama Tomohiro Nagatsuka              |
| Persecución             | Paul Manning                                                           | Volodymyr Dyudya                                                    | Levi Heimans                                                       |
| Persecución por equipos | Bryan Steel Robert Hayles Paul Manning Russell Downing                 | Levi Heimans Jens Mouris Peter Schep Jeroen Straathof               | Robert Bengsch Guido Fulst Christian Lademann Leif Lampater        |
| Puntuación              | Colby Pearce                                                           | Chris Newton                                                        | Joan Llaneras                                                      |
| Scratch                 | Robert Slippens                                                        | Dean Downing                                                        | Matthieu Ladagnous                                                 |
| Madison                 | Juan Esteban Curuchet Walter Pérez                                     | Miquel Alzamora Joan Llaneras                                       | Bruno Risi Franco Marvulli                                         |

### Femeninos
| Evento                | Ganadora                              | Segunda                        | Tercera                              |
| Moscú                 | Moscú                                 | Moscú                          | Moscú                                |
| --------------------- | ------------------------------------- | ------------------------------ | ------------------------------------ |
| Keirin                | Guo Shuang                            | Katrin Meinke                  | Oksana Gríshina                      |
| 500 m. contrarreloj   | Natallia Tsylinskaya                  | Jiang Cuihua                   | Yvonne Hijgenaar                     |
| Velocidad             | Svetlana Grankovskaya                 | Natallia Tsylinskaya           | Tamilla Abassova                     |
| Velocidad por equipos | Svetlana Grankovskaya Oksana Gríshina | Céline Nivert Clara Sanchez    | Yvonne Hijgenaar Willy Kanis         |
| Persecución           | Karin Thürig                          | Olga Slyusareva                | Hanka Kupfernagel                    |
| Puntuación            | Olga Slyusareva                       | Belem Guerrero                 | Yoanka González                      |
| Scratch               | Olga Slyusareva                       | Lyudmyla Vypyraylo             | Giorgia Bronzini                     |
| Aguascalientes        |                                       |                                |                                      |
| Keirin                | Simona Krupeckaitė                    | Jennie Reed                    | Anna Meares                          |
| 500 m. contrarreloj   | Natallia Tsylinskaya                  | Anna Meares                    | Yvonne Hijgenaar                     |
| Velocidad             | Natallia Tsylinskaya                  | Tanya Lindenmuth               | Simona Krupeckaitė                   |
| Velocidad por equipos | Rosealee Hubbard Anna Meares          | Céline Nivert Clara Sanchez    | Yvonne Hijgenaar Willy Kanis         |
| Persecución           | Sarah Ulmer                           | Elena Tchalykh                 | Emma Davies                          |
| Puntuación            | Erin Mirabella                        | Lada Kozlíková                 | Yoanka González                      |
| Scratch               | Elena Tchalykh                        | Gema Pascual                   | Sarah Ulmer                          |
| Mánchester            |                                       |                                |                                      |
| Keirin                | Jennie Reed                           | Susan Panzer                   | Daniela Larreal                      |
| 500 m. contrarreloj   | Yvonne Hijgenaar                      | Jiang Yonghua                  | Victoria Pendleton                   |
| Velocidad             | Victoria Pendleton                    | Irina Ianovich                 | Susan Panzer                         |
| Velocidad por equipos | Katrin Meinke Susan Panzer            | Céline Nivert Clara Sanchez    | Rosealee Hubbard Kristine Bayley     |
| Persecución           | Katherine Bates                       | Emma Davies                    | Hanka Kupfernagel                    |
| Puntuación            | Katherine Bates                       | Hanka Kupfernagel              | Belem Guerrero                       |
| Scratch               | Alison Wright                         | Rochelle Gilmore               | Rebecca Quinn                        |
| Sídney                |                                       |                                |                                      |
| Keirin                | Guo Shuang                            | Jennie Reed                    | Katrin Meinke                        |
| 500 m. contrarreloj   | Yvonne Hijgenaar                      | Lori-Ann Muenzer               | Clara Sanchez                        |
| Velocidad             | Anna Meares                           | Tanya Lindenmuth               | Lori-Ann Muenzer                     |
| Velocidad por equipos | Katrin Meinke Kathrin Freitag         | Rosealee Hubbard Rebecca Ellis | Anastassia Tchulkova Oksana Gríshina |
| Persecución           | Sarah Ulmer                           | Karin Thürig                   | Alexis Rhodes                        |
| Puntuación            | Alexis Rhodes                         | Lyudmyla Vypyraylo             | Sarah Ulmer                          |
| Scratch               | Adrie Visser                          | Gu Sun-geun                    | Rebecca Quinn                        |

## Clasificaciones

### Países
| Rang | País/Equip     | Moscou | Aguascalientes | Mánchester | Sídney | Total |
| ---- | -------------- | ------ | -------------- | ---------- | ------ | ----- |
| 1    | Alemania       |        |                |            |        | 406   |
| 2    | Francia        |        |                |            |        | 396   |
| 3    | Australia      |        |                |            |        | 393   |
| 4    | Reino Unido    |        |                |            |        | 339   |
| 5    | Países Bajos   |        |                |            |        | 294   |
| 6    | Rusia          |        |                |            |        | 265   |
| 7    | Estados Unidos |        |                |            |        | 262   |
| 8    | España         |        |                |            |        | 203   |
| 9    | Ucrania        |        |                |            |        | 184   |
| 10   | Bielorrusia    |        |                |            |        | 129   |

### Masculinos
| Pos. | Ciclista         | Mos | Agu | Man | Syd | Pts |  |
| 1.   | Jobie Dajka      |     |     |     |     |     |  |
| 2.   | Mickaël Bourgain |     |     |     |     |     |  |
| 3.   | Josiah Ng On Lam |     |     |     |     |     |  |

| Pos. | Ciclista     | Mos | Agu | Man | Syd | Pts |
| 1.   | Theo Bos     |     |     |     |     |     |
| 2.   | Ahmed López  |     |     |     |     |     |
| 3.   | Stefan Nimke |     |     |     |     |     |

| Pos. | Ciclista         | Mos | Agu | Man | Syd | Pts |
| 1.   | Damian Zieliński |     |     |     |     |     |
| 2.   | René Wolff       |     |     |     |     |     |
| 3.   | Laurent Gané     |     |     |     |     |     |

| Pos. | Ciclista         | Mos | Agu | Man | Syd | Pts |
| 1.   | Sergi Escobar    |     |     |     |     |     |
| 2.   | Paul Manning     |     |     |     |     |     |
| 3.   | Volodymyr Dyudya |     |     |     |     |     |

| Pos. | Equip       | Mos | Agu | Man | Syd | Pts |
| 1.   | Reino Unido |     |     |     |     |     |
| 2.   | Alemania    |     |     |     |     |     |
| 3.   | Francia     |     |     |     |     |     |

| Pos. | Equip         | Mos | Agu | Man | Syd | Pts |
| 1.   | Nueva Zelanda |     |     |     |     |     |
| 2.   | Reino Unido   |     |     |     |     |     |
| 3.   | Francia       |     |     |     |     |     |

| Pos. | Ciclista        | Mos | Agu | Man | Syd | Pts |
| 1.   | Franco Marvulli |     |     |     |     |     |
| 2.   | Colby Pierce    |     |     |     |     |     |
| 3.   | Robert Slippens |     |     |     |     |     |

| Pos. | Ciclista  | Mos | Agu | Man | Syd | Pts |
| 1.   | Suiza     |     |     |     |     |     |
| 2.   | Argentina |     |     |     |     |     |
| 3.   | Austria   |     |     |     |     |     |

#### Puntuación
| Pos. | Ciclista      | Mos | Agu | Man | Syd | Pts |
| 1.   | Joan Llaneras |     |     |     |     |     |
| 2.   | Chris Newton  |     |     |     |     |     |
| 3.   | Colby Pierce  |     |     |     |     |     |

### Femeninos
| Pos. | Ciclista        | Mos | Agu | Man | Syd | Pts |
| 1.   | Jennie Reed     |     |     |     |     |     |
| 2.   | Katrin Meinke   |     |     |     |     |     |
| 3.   | Oksana Gríshina |     |     |     |     |     |

| Pos. | Ciclista             | Mos | Agu | Man | Syd | Pts |
| 1.   | Yvonne Hijgenaar     |     |     |     |     |     |
| 2.   | Natallia Tsylínskaya |     |     |     |     |     |
| 3.   | Jiang Cuihua         |     |     |     |     |     |

| Pos. | Ciclista              | Mos | Agu | Man | Syd | Pts |
| 1.   | Natallia Tsylínskaya  |     |     |     |     |     |
| 2.   | Victoria Pendleton    |     |     |     |     |     |
| 3.   | Svetlana Grankovskaya |     |     |     |     |     |

| Pos. | Ciclista     | Mos | Agu | Man | Syd | Pts |
| 1.   | Sarah Ulmer  |     |     |     |     |     |
| 2.   | Karin Thürig |     |     |     |     |     |
| 3.   | Emma Davies  |     |     |     |     |     |

| Pos. | Ciclista        | Mos | Agu | Man | Syd | Pts |
| 1.   | Belem Guerrero  |     |     |     |     |     |
| 2.   | Yoanka González |     |     |     |     |     |
| 3.   | Olga Slyusareva |     |     |     |     |     |

| Pos. | Ciclista           | Mos | Agu | Man | Syd | Pts |
| 1.   | Olga Slyusareva    |     |     |     |     |     |
| 2.   | Lyudmyla Vypyraylo |     |     |     |     |     |
| 3.   | Gema Pascual       |     |     |     |     |     |

#### Velocidad por equipos
| Pos. | Ciclista  | Mos | Agu | Man | Syd | Pts |
| 1.   | Australia |     |     |     |     |     |
| 2.   | Francia   |     |     |     |     |     |
| 3.   | Alemania  |     |     |     |     |     |

|}